# NGC 352
NGC 352 este o galaxie spirală barată situată în constelația Balena. A fost descoperită în 20 septembrie 1784 de către William Herschel. De asemenea, a fost observată încă o dată în 16 octombrie 1827 de către John Herschel.